# Paulo de Tarso Campos

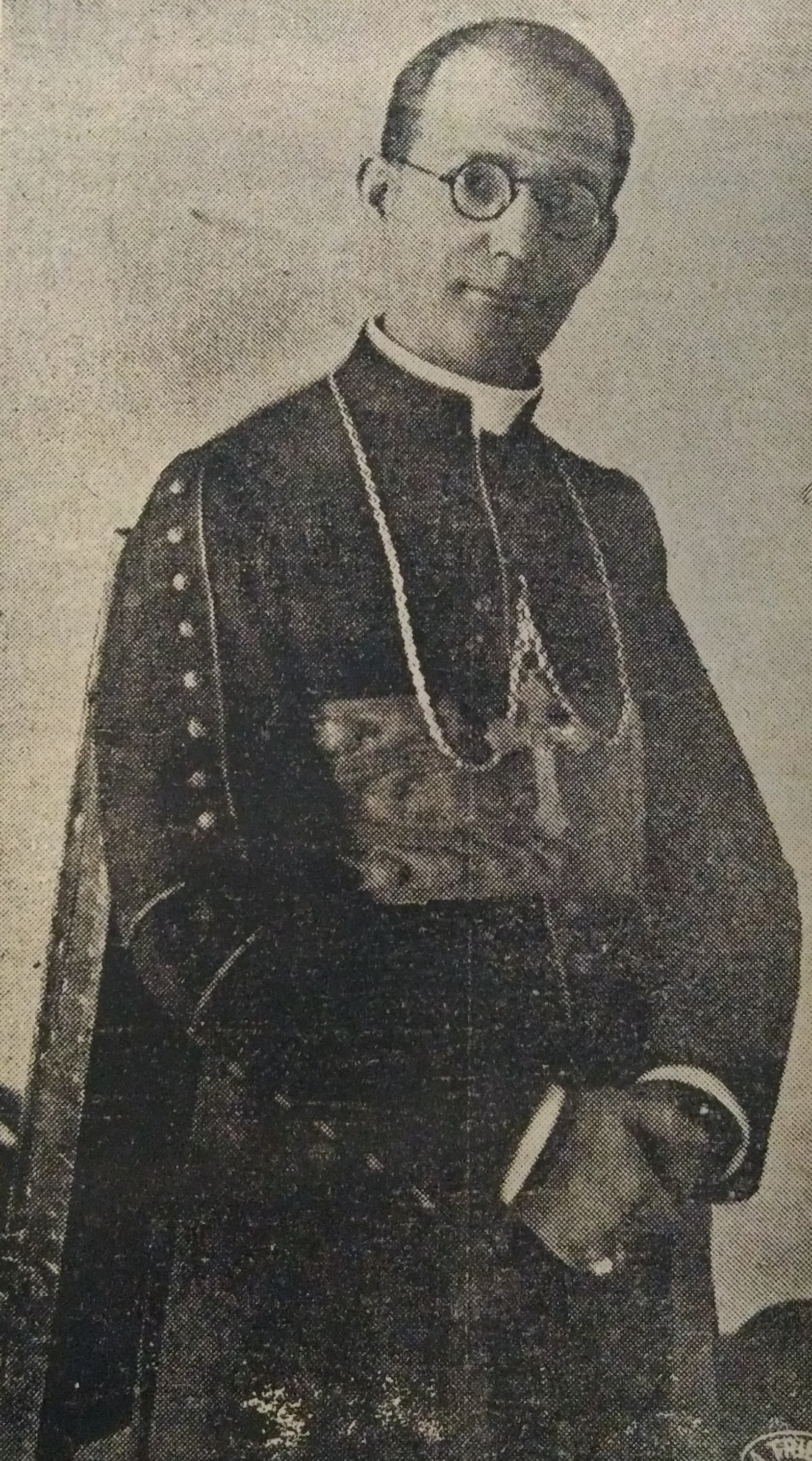
Erzbischof Paulo de Tarso Campos

Paulo de Tarso Campos (* 24. August 1895 in Jaú, Brasilien; † 2. März 1970) war Erzbischof von Campinas.

## Leben
Paulo de Tarso Campos empfing am 15. August 1920 das Sakrament der Priesterweihe.
Am 1. Juni 1935 ernannte ihn Papst Pius XI. zum Bischof von Santos. Der Erzbischof von São Paulo, Leopoldo Duarte e Silva, spendete ihm am 14. Juli desselben Jahres die Bischofsweihe; Mitkonsekratoren waren der Bischof von Sorocaba, José Carlos de Aguirre, und der Weihbischof in São Paulo, José Gaspar d’Afonseca e Silva.
Papst Pius XII. bestellte ihn am 14. Dezember 1941 zum Bischof von Campinas. Am 19. April 1958 wurde Paulo de Tarso Campos infolge der Erhebung des Bistums Campinas zum Erzbistum erster Erzbischof von Campinas. Papst Paul VI. nahm am 19. September 1968 das von Campos vorgebrachte Rücktrittsgesuch an und ernannte ihn zum Titularerzbischof von Garba.
Paulo de Tarso Campos nahm an der ersten und zweiten Sitzungsperiode des Zweiten Vatikanischen Konzils teil.